# Revivescência

Selaginella lepidophylla, uma das plantas-da-ressureição, revivescendo três horas após a adição de água.

Revivescência é uma propriedade de algumas plantas poiquilo-hídrica que lhes permite sobreviver a eventos de desidratação extrema, por vezes durante meses ou anos.